# Tribu Romilia
La tribu Romilia est l'une des 31 tribus rurales de la Rome ancienne. La tradition la range parmi les 21 premières tribus rurales, créées au tout début du Ve siècle av. J.-C., mais sa création est certainement postérieure car le territoire qui lui était assigné n'était pas encore romain à cette époque. Son abréviation épigraphique est ROM.

## Histoire
Son nom vient très probablement du nom de la gens Romilia, famille assez mal connue si ce n'est par T. Romilius Rocus Vaticanus, consul en -455 et decemvir legibus scribundis en -451 ; celui-ci porte le cognomen de Vaticanus, et précisément le territoire de la tribu se trouvait sur la rive droite du Tibre, autour de l’ager Vaticanus (qui a donné son nom au Vatican), entre la Via Campana et la Via Clodia. Jusqu'au milieu du Ve siècle av. J.-C., la rive droite du Tibre (trans Tiberim), en face de Rome, n'était pas romaine, mais étrusque. La conquête de cette rive (ripa Veiens) et la constitution subséquente de la tribu sont certainement intervenues peu après le milieu du Ve siècle. Vers l'ouest, la tribu Romilia était séparée de la tribu Galeria par le ruisseau qui porte le nom de Magliana.
Les Romains n'avaient pas gardé un souvenir clair de l'origine de cette tribu, dont ils associaient le nom à celui de Romulus (la tribu était d'ailleurs parfois appelée Romulia). C'est sans doute en raison de cette croyance que la tribu Romilia avait le privilège, aux comices tributes, de voter la première parmi les tribus rurales, juste après les tribus urbaines.
Par la suite, ont été inscrits dans la tribu Romilia les citoyens romains originaires de villes d'Italie ou des provinces comme Sora, patrie de Marcus Atilius Regulus, dans le Latium méridional, et Este (Ateste), en Vénétie.